# Miracle (chanson de Shinedown)
Pour les articles homonymes, voir Miracle (homonymie).
Singles de Shinedown
Adrenaline
(2013) Through The Ghost
(2014)
Miracle est le dix-neuvième single du groupe Shinedown et le sixième de l'album Amaryllis sorti en 2012.

## Classements
| Classement (2013)            | Meilleure position |
| ---------------------------- | ------------------ |
| États-Unis (Mainstream Rock) | 76                 |
| États-Unis (Rock Airplay)    | 34                 |

## Liste des chansons
| 1.   | Miracle (Brent Smith, Eric Bass, Dave Bassett) | 3:38 |
| 3:38 |                                                |      |